# Phycodes
Phycodes is een geslacht van vlinders van de familie Brachodidae, uit de onderfamilie Phycodinae.

## Soorten
- P. bushii Arita, 1980
- P. chalcocrossa (Meyrick, 1909)
- P. chionardis Meyrick, 1909
- P. limata (Diakonoff & Arita, 1979)
- P. maculata Moore, 1881
- P. minor Moore, 1881
- P. morosa Diakonoff, 1948
- P. omnimicans Diakonoff, 1978
- P. penitis Diakonoff, 1978
- P. punctata Walsingham, 1891
- P. radiata Ochsenheimer, 1808
- P. substriata Walsingham, 1891
- P. taonopa Meyrick, 1909
- P. tertiana Diakonoff, 1978
- P. tortricina Moore, 1881
- P. venerea Meyrick, 1921